# Mike Jittlov

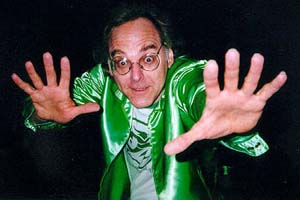
Mike Jittlov em 1996

Mike Jittlov (nascido em 8 de junho de 1948) é um animador americano e criador de vários curtas-metragens e um longa-metragem usando formas de animação com efeitos especiais, incluindo animação em Stop motion , rotoscopia e pixilação. Ele é mais conhecido pelo longa-metragem de 1989 The Wizard of Speed and Time, baseado em seu curta-metragem de 1979 com o mesmo nome  .

## Biografia
Nascido em Los Angeles, Jittlov tornou-se um especialista em linguagem matemática na UCLA. Jittlov fez um curso de animação para satisfazer seus requisitos artísticos. Ele fez um filme super-8, The Leap, ampliado para 16mm para participar de festivais de cinema no início dos anos 1970. Jittlov inscreveu um filme de 16mm feito para sua classe da UCLA ,  Good Grief ,  na competição do Oscar. Esse curta chegou às finais profissionais para indicação, o primeiro de vários de seus curtas-metragens a fazer isso .  Posteriormente, Jittlov comprou sua própria câmera de 16 mm, projectou seu próprio sistema de animação em vários planos (multiplanos) por um custo de US$ 200 e começou sua carreira.
Alguns de seus outros curtas-metragens originais, incluindo The Interview, Swing Shift, Animato e Time Tripper (lançados separadamente e como uma coleção chamada Animato)  ganharam muitos prémios importantes e exibições repetidas em festivais de cinema, chamando a atenção do The Walt Disney Studio (A produtora de animações da Disney). Em 1978, Jittlov co-estrelou o especial de duas horas da Disney na TV, Mickey's 50, com o curta Mouse Mania,  a criar e animar o primeiro filme em stop-motion do Mickey Mouse, juntamente com outros 1.000 brinquedos da Disney que circulavam no consultório de um psiquiatra . O curta é agora apresentado no DVD da Disney Mickey Mouse em Living Colour, Volume Two. Como a Disney geralmente não permitia que criadores individuais recebessem crédito por suas produções televisivas (preferindo um agradecimento genérico aos "muitos animadores da Disney que tornaram isto possível"), Mike colocou o nome de seu parceiro Deven Cheregino nos brinquedos na cena final da produção, onde eles não poderiam ser facilmente editados.
No final de 1979, ele co-estrelou novamente no especial de televisão Major Effects da Disney - desta vez apresentando ao mundo o "Mago da Velocidade e do Tempo", um ser que corre aos 800 km / h num curta metragem.  Com uma trilha sonora aprimorada, o curta foi lançado para colecionadores de 16mm em 1980, junto com quatro de seus outros curtas. 

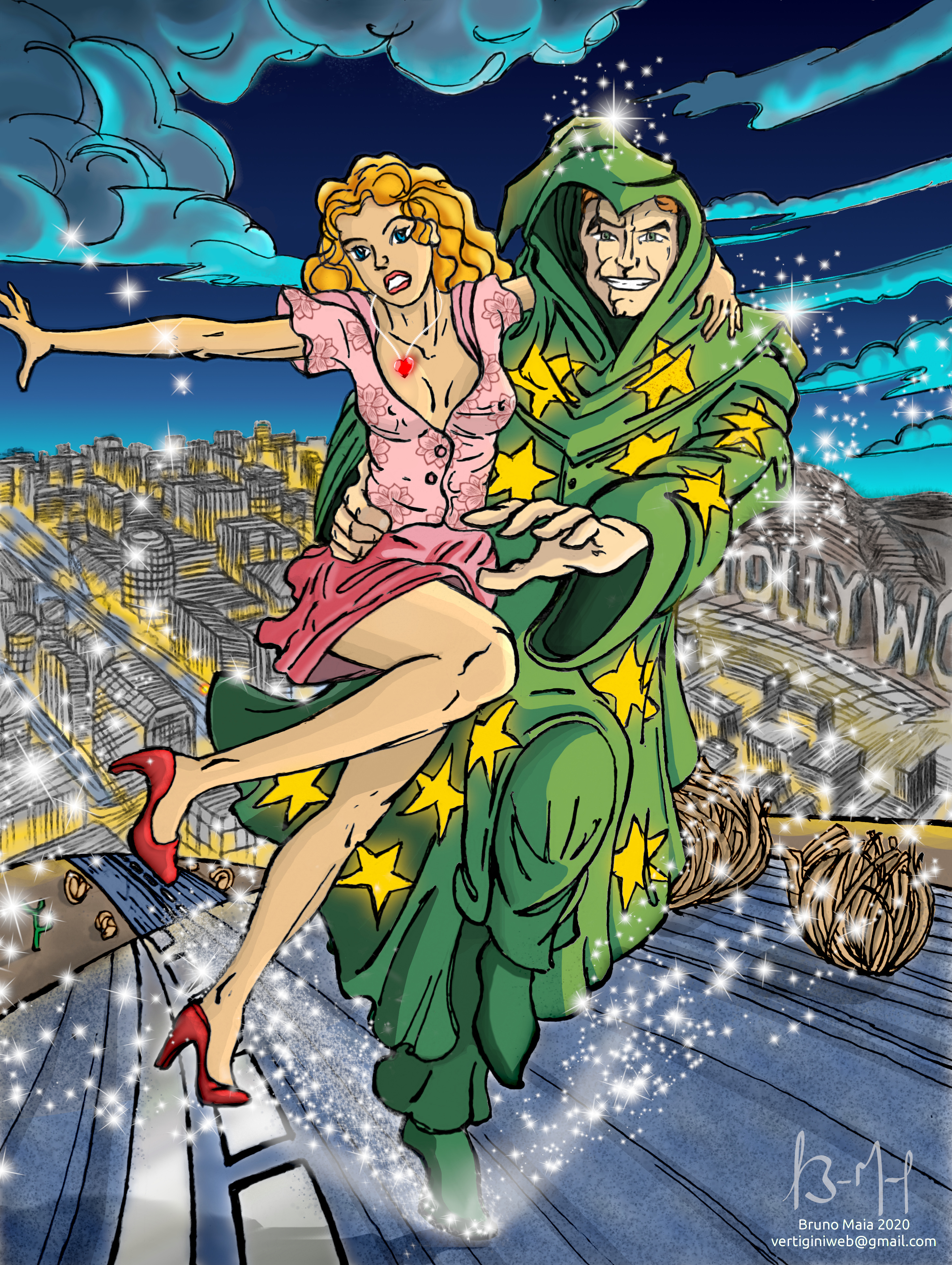
The Wizard Of Speed And Time: Fan art da Magnun Opus de Mike Jittlov

Jittlov também criou a vinherta inaugural exibida na TV a cabo Disney Channel. Esta apresentava um satélite animado em forma da cabeça de Mickey Mouse, que mais tarde foi reproduzido com certas características especiais na versão em DVD do filme de 1937 da Disney, Branca de Neve e os Sete Anões. A gravação do Mickey como Satellite foi exibida por anos para os frequentadores que esperavam na fila do Space Mountain ( montanha-russa no parque da Disney)  e ainda é exibido aos funcionários do Walt Disney Parks and Resorts durante orientação e treinamento. O suporte da cabeça do Mickey (maquete) também foi usado em uma cena em The Wizard of Speed and Time.
Entretanto, a produção magum opus de  Jittlov é  seu longa-metragem O Mago de Velocidade e Tempo, que ele dirigiu e estrelou. O filme teve um desempenho ruim nos cinemas, mas estabeleceu-se como um cult a seguir, desde o seu lançamento em fitas de vídeo e discos a laser. Mas nunca foi lançado em 2k ou mesmo em 4k. No Brasil, foi lançada pela Video Ban e aparecia constantemente em anúncios televisivos no final dos anos 80.
Mais tarde, ele trabalhou como técnico de efeitos especiais no filme Ghost,  e em filmes de fãs acerca do vilão Darth Vader. 
Jittlov mantém uma aparência distinta nas convenções de ficção científica, vestindo sua tradicional jaqueta  e sapatilhas verdes, semelhantes as vistos em O Mago da Velocidade e do Tempo. Ele era um utilizador à frente dp seu tempo na Internet, com seu próprio site desde 1996, e costumava fazer aparições em seu grupo da Usenet, alt.fan.mike-jittlov.   Ele também é um prolífico praticante de origami .